# Banisia lobata
Banisia lobata är en fjärilsart som beskrevs av Moore 1882. Banisia lobata ingår i släktet Banisia och familjen Thyrididae. Inga underarter finns listade i Catalogue of Life.